# Val Robinson
Valerie „Val“ Robinson (* 5. Dezember 1940) ist eine ehemalige neuseeländische Mittelstreckenläuferin.
1969 gewann sie bei den Pacific Conference Games Silber über 1500 m in 4:23,0 min. Im Jahr darauf wurde sie bei den British Commonwealth Games 1970 in Edinburgh über dieselbe Distanz Vierte in 4:21,0 min.
1967 und 1969 wurde sie Neuseeländische Meisterin im Crosslauf, 1970 über 1500 m sowie im 4-km-Straßenlauf.